# Jerry Nelson (astrônomo)
Jerry Earl Nelson (Condado de Los Angeles, 15 de janeiro de 1944 – Santa Cruz, Califórnia, 10 de junho de 2017) foi um astrônomo estadunidense.
Conhecido por seu trabalho pioneiro projetando telescópios de espelho segmentado, pelo qual recebeu em 2010 o Prêmio Kavli de astrofísica.
Foi o principal projetista do Observatório W. M. Keck.
Jerry Nelson morreu em 10 de junho de 2017, aos 73 anos de idade.

## Premiações
- 1995 Prêmio Dannie Heineman de Astrofísica[8]
- 1995 California Institute of Technology Distinguished Alumni[9]
- 1996 Joseph Fraunhofer Award and Robert M. Burley Prize from the Optical Society[5]
- 1998 Grand Prix Andre Lallemand awarded by the Académie des Sciences[10]
- 2010 Prêmio Kavli de astrofísica[11]
- 2012 Medalha Benjamin Franklin